# Lola Soler Blánquez
Lola Soler Blánquez (Zaragoza, 16 de septiembre de 1969 - Torrellas, 13 de septiembre de 2003) fue una destacada militante y educadora social aragonesa, que dirigió y animó decenas de proyectos asociativos y colectivos centrados especialmente en el mundo juvenil. Su defensa de los valores de participación social, lucha por la igualdad y la mejora de condiciones de vida de los menos favorecidos y por la transformación llevaron, tras el accidente que provocó su muerte en 2003 a la creación de una Fundación con su nombre, vinculada al Movimiento Laico y Progresista de Aragón o MLPA.

## Biografía
Para una aproximación consultar en su web añadida en enlaces externos de la página, mirar la sección biográfica.

## Fundación Lola Soler
La Fundación Lola Soler es una entidad que toma el nombre de Lola Soler Blánquez en memoria de su militancia y su compromiso social. Esta fundación trabaja "en defensa de los valores de participación social, de desarrollo entre los jóvenes y los ciudadanos de una cultura cívica que los haga partícipes de la necesidad de la transformación social y la mejora de las condiciones de vida de los sectores sociales menos desfavorecidos". Además de colaborar con otras entidades del MLPA, especialmente con la Escuela de Tiempo Libre "REDES para la Transformación Social, la Fundación Lola Soler hace una entrega de premios de carácter anual a personas y entidades destacadas por su defensa de valores como la igualdad, la participación, el asociacionismo, el progreso, el laicismo, etc.

## Premios FLSB 2005
- Trayectoria vital: Santiago Carrillo

- Mujer progresista: María Teresa Fernández de la Vega

- Lucha social: Pedro Zerolo

- Educador juvenil: Enrique Deltoro Rodrigo

- Entidad asociativa: Fundación Ferrer i Guardia

- Administración pública: Oficina de Cooperación al Desarrollo de la Diputación General de Aragón

## Premios FLSB 2006
- Trayectoria vital: Marta Mata i Garriga

- Mujer progresista: Rosa Regàs y Pagès

- Lucha social: Brigadas Internacionales

- Educador juvenil: Fernando de la Riva Rodríguez

- Entidad asociativa: Asociación 11-M Afectados del Terrorismo (recogido por Pilar Manjón)

- Admnistación pública: Instituto de la Juventud de España